# Anders Carell
Anders Carell, född 19 mars 1956 i Stockholm, är en svensk militär (brigadgeneral).

## Biografi
Carell började sin militära bana 1975 vid Bergslagens artilleriregemente (A 9) i Kristinehamn. Han var under åren 2000–2002 förste chef för det nyuppsatta Artilleriregementet. Carell blev därefter chef för krigsförbandsledningens markstridsavdelning (KRI MARK) vid Högkvarteret, och efter omorganisation chef för arméavdelningen. På denna post ledde han den arbetsgrupp som hade till uppgift att ge Högkvarteret en effektivare organisation.
Efter ett år i den nya organisationen som planeringsansvaring vid Armétaktiska staben (ATS) och en kortare period som chef för ledningsstabens strategiska analyssektion vid Högkvarteret blev han utnämnd till chef för anskaffningskontor MARK vid Försvarets materielverk. Anders Carell är ledamot av Kungliga Krigsvetenskapsakademien.

## Militär karriär
- 1975: Värnpliktig vid Bergslagens artilleriregemente (A 9), Kristinehamn
- 1977: Överfurir vid Bergslagens artilleriregemente (A 9)
- 1981: Löjtnant
- 1983: Kapten
- 1989: Major
- 1997: Överstelöjtnant
- 1999: Överste
- 2009: Brigadgeneral

## Befattningar
- 1992–1995: Planeringsledare, Arméstabens/Arméledningens utrustningssektion
- 1995–1997: Strategilärare, Strategiska institutionen, Försvarshögskolan
- 1997–1999: Bataljonschef vid Wendes artilleriregemente (A 3)
- 1999–2000: Chef Artilleriets stridsskola (ArtSS)
- 2000–2002: Chef Artilleriregementet (A 9)
- 2002–2005: Chef Krigsförbandsledningens markstridsavdelning, Högkvarteret
- 2005–2007: Chef Förbandsenhetens Arméavdelning, Högkvarteret
- 2007–2008: Chef Armétaktiska stabens planeringsavdelning, Högkvarteret
- 2008–2009: Chef Ledningsstabens strategiska analyssektion, Högkvarteret
- 2009–2017: Chef för anskaffningskontor MARK, Försvarets materielverk (FMV)

## Utmärkelser
- Medaljen för nit och redlighet i rikets tjänst
- Värnpliktsmedaljen
- Artilleriregementets förtjänstmedalj
- Artilleriregementets minnesmedalj
- Bergslagens artilleriregementes förtjänstmedalj
- 1:a mekaniserade divisionens minnesmedalj
- Riddare av Tempelherreorden